# Virginia Brown Faire
Virginia Brown Faire, vero nome Virginia Labuna (Brooklyn, 26 giugno 1904 – Laguna Beach, 30 giugno 1980), è stata un'attrice statunitense dell'epoca del muto, interprete di numerosi film di genere drammatico e western.

## Biografia
Nata a Brooklyn, si trasferì ad Hollywood nel 1919, a soli 15 anni, dopo aver vinto il concorso "Fame and Fortune" organizzato dalla rivista Motion Picture.
Tra il 1920 e il 1935 prese parte a circa 75 film. La prima pellicola nella quale è accreditata fu Runnin' Straight (1920), un cortometraggio western di Hoot Gibson girato per la Universal
Ebbe quindi un ruolo importante in Monte Cristo (1922) al fianco di John Gilbert. Nel 1923, fu scelta come una delle WAMPAS Baby Stars dell'anno e prese parte a Stormswept al fianco di Wallace e Noah Beery. Celebre fu la sua interpretazione di Campanellino nella versione cinematografica di Peter Pan del 1924.
Nel 1926, ottenne un piccolo ruolo ne La tentatrice, uno dei film che contribuirono a lanciare Greta Garbo. Riuscì quindi a superare il passaggio al cinema sonoro interpretando con successo un ruolo parlato in L'affare Donovan di Frank Capra (1929), ma presto iniziò a comparire solo in pellicole a basso budget. Prese quindi parte a numerosi western al fianco di Hoot Gibson, Buck Jones, John Wayne e Ken Maynard.
Verso la fine degli anni trenta lasciò Hollywood e si trasferì a Chicago, pur continuando a lavorare sia nel cinema che alla radio prima del definitivo ritiro sulla costa occidentale.
Si sposò due volte ma non ebbe figli. Il primo matrimonio fu con l'attore Jack Dougherty, il secondo, nel 1930, con il regista Duke Worne di cui restò vedova tre anni dopo.
Virginia Brown Faire morì nel 1980 a Laguna Beach, in California; aveva 76 anni.

## Riconoscimenti
- WAMPAS Baby Stars 1923

## Filmografia parziale
- Under Northern Lights, regia di Jacques Jaccard (1920)
- Without Benefit of Clergy, regia di James Young (1921)
- Per farla innamorare (Doubling for Romeo), regia di Clarence G. Badger (1921)
- Fightin' Mad, regia di Joseph Franz (1921)
- Monte Cristo, regia di Emmett J. Flynn (1922)
- Omar the Tentmaker, regia di James Young (1922)
- Stormswept, regia di Robert Thornby (1923)
- Vengeance of the Deep, di Barry Barringer (1923)
- The Cricket on the Hearth, di Lorimer Johnston (1923)
- Shadows of the North, di Robert F. Hill (1923)
- Thundergate, di Joseph De Grasse (1923)
- The Lightning Rider, di Lloyd Ingram (1924)
- Romance Ranch, regia di Howard M. Mitchell (1924)
- Welcome Stranger, di James Young (1924)
- Air Hawk, di Bruce M. Mitchell (1924)
- Peter Pan, regia di Herbert Brenon (1924)
- Il mondo perduto (The Lost World), regia di Harry O. Hoyt (1925)
- Friendly Enemies, regia di George Melford, (1925)
- Recompense, regia di Harry Beaumont (1925)
- The Thoroughbred, regia di Oscar Apfel (1925)
- The Calgary Stampede, di Herbert Blaché (1925)
- His People, di Edward Sloman (1925)
- Chip of the Flying U, di Lynn Reynolds (1926)
- Broadway Billy, di Harry Joe Brown (1926)
- The Wolf Hunters, di Stuart Paton (1926)
- Racing Romance, di Harry Joe Brown (1926)
- Frenzied Flames, di Stuart Paton (1926)
- La tentatrice (The Temptress), regia di Fred Niblo (1926)
- Wings of the Storm, di John G. Blystone (1926)
- The Mile-a-Minute Man, di Jack Nelson (1926)
- Desert Valley, regia di Scott R. Dunlap (1926)
- White Flannels, di Lloyd Bacon (1927)
- Pleasure Before Business, di Frank R. Strayer (1927)
- Tracked by the Police, di Ray Enright (1927)
- The Devil's Masterpiece, di John P. McCarthy (1927)
- Hazardous Valley, di Alan James (1927)
- Gun Gospel, di Harry Joe Brown (1927)
- A Race for Life, di D. Ross Lederman (1928)
- Queen of the Chorus, di Charles J. Hunt (1928)
- Danger Patrol, di Duke Worne (1928)
- The Chorus Kid, di Howard Bretherton (1928)
- The Canyon of Adventure, di Albert S. Rogell (1928)
- Undressed, di Phil Rosen (1928)
- The House of Shame, di Burton L. King (1928)
- Untamed Justice, di Harry S. Webb (1929)
- Burning the Wind, di Herbert Blaché (1929)
- The Devil's Chaplain, di Duke Worne (1929)
- L'affare Donovan (The Donovan Affaire), regia di Frank Capra (1929)
- The Body Punch, di Leigh Jason (1929)
- Handcuffed, di Duke Worne (1929)
- L'assassinio sul tetto (Murder on the Roof), regia di George B. Seitz (1930)
- The Lonesome Trail, di Bruce M. Mitchell (1930)
- Trails of Danger, di Alan James (1930)
- Breed of the West, di Alan James (1930)
- Hell's Valley, di Alan James (1931)
- The Sign of the Wolf, di Forrest Sheldon (1931)
- I banditi del fiume rosso (Alias the Bad Man), regia di Phil Rosen (1931)
- The Secret Menace, di Richard C. Khan (1931)
- The Last Ride, di Duke Worne (1931)
- The Lone Trail, di Forrest Sheldon (1932)
- Tez Takes a Holiday, di Alan James (1932)
- West of the Divide, regia di Robert N. Bradbury (1934)
- Tracy Rides, di Harry S. Webb (1935)